# UTC−00:44
Giờ UTC-0:44 được dùng tại Liberia đến 1 tháng 5 năm 1972. Nó được biết như là Giờ chuẩn Monrovia hay Giờ Liberia. Múi giờ chính xác thực sự nằm trong -0 giờ 43 phút 08 giây so với Giờ chuẩn Greenwich (GMT) cho đến khi được định nghĩa lại thành UTC-0:44 vào ngày 1 tháng 4 năm 1919. Năm 1972, nó được đổi sang UTC.